# Phạm Quang Ảnh
Phạm Quang Ảnh (chữ Hán: 范光影; chưa rõ năm sinh và năm mất) là một viên cai đội của đội Hoàng Sa dưới triều nhà Nguyễn trong lịch sử Việt Nam. Ông còn là người khai lập dòng họ Phạm (Quang) trên đảo Lý Sơn.

## Tiểu sử
Ông là người xã An Vĩnh thuộc Cù lao Ré, nay thuộc thôn Đông, xã An Vĩnh, huyện Lý Sơn, tỉnh Quảng Ngãi. Phạm Quang Ảnh đi biển giỏi, đã từng dũng cảm đánh giặc cướp biển Tàu Ô và nắm chức vụ quan trọng trong triều đình nhà Nguyễn.
Dưới thời vua Gia Long, cai đội Phạm Quang Ảnh cùng bảy mươi suất lính và năm thuyền chiến được lệnh làm nhiệm vụ canh giữ vùng biển và đo đạc thủy trình, tìm kiếm, khai thác những sản vật quý để cung tiến triều đình. Sách Đại Nam thực lục (Chính biên, đệ nhất kỉ, quyển 50) chép: "Tháng giêng năm Ất Hợi (tức năm 1815), sai bọn Phạm Quang Ảnh thuộc đội Hoàng Sa ra đảo Hoàng Sa xem xét đo đạc thủy trình". Sau này Phạm Quang Ảnh còn đi nhiều chuyến ra Hoàng Sa, mỗi năm khởi hành vào tháng hai âm lịch và về đến bờ vào tháng tám âm lịch.
Trong một lần ra khơi, vị cai đội đã mất tích. Vua Gia Long đã ra đảo Lý Sơn làm lễ chiêu hồn cho các tử sĩ. Do không ai tìm được xác của ông và đồng đội, thầy phong thủy trong đoàn tuỳ tùng của nhà vua đã sai dân chúng lên núi Giếng Tiền lấy đất sét để thầy nặn đất thành hình người, cúng chiêu hồn trong một đêm rồi làm lễ an táng. Phạm Quang Ảnh được chôn đầu tiên, kế tiếp là hai mươi tư người lính đội Hoàng Sa. Tất cả gồm hai mươi lăm ngôi mộ gió, xếp thành một hàng dài. Kể từ đó dân đảo Lý Sơn có tục đắp mộ gió cho người đi biển bị chết mất xác.
Phạm Quang Ảnh được phong làm Thượng đẳng thần và được nhân dân An Vĩnh thờ cúng như Thành hoàng. Tên của ông được đặt cho một hòn đảo trong nhóm Lưỡi Liềm thuộc quần đảo Hoàng Sa.